# Campeonato Brasileiro de Futebol

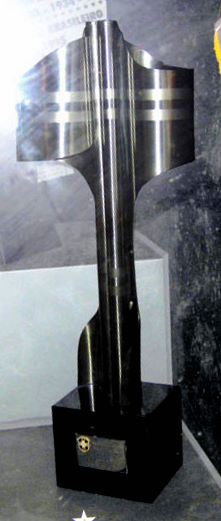
Die Meisterschaftstrophäe von 1995, ausgestellt im Museum von Botafogo

Das Campeonato Brasileiro de Futebol ist die vom nationalen Verband Confederação Brasileira de Futebol abgehaltene nationale Meisterschaft für brasilianische Fußballvereine, oft auch nur Brasileirão (in etwa „große Brasilianische“) genannt. Während der Großteil des ersten Halbjahres traditionell den Fußballmeisterschaften der Bundesstaaten von Brasilien gewidmet ist, findet die nationale Meisterschaft in der Regel von Mai bis Dezember statt. Rekordmeister ist die SE Palmeiras mit zwölf Titeln.
Die erste offizielle Meisterschaft wurde 1971 ausgetragen. 2010 wurden auch die Gewinner der ersten zwischen
1959 und 1970 abgehaltenen nationalen Wettbewerbe, der Taça Brasil und des auch als Taça de Prata bekannten Torneio Roberto Gomes Pedrosa, offiziell als Meister von Brasilien anerkannt.
Zwischen 1971 und 2002 hatte die Meisterschaft verschiedene offizielle Bezeichnungen und auch der Austragungsmodus war Veränderungen unterworfen. 1990 kam erstmals der Begriff Série A zur Anwendung, der zum Namen der 2003 eingeführten höchsten nationalen Fußball-Liga wurde.
In der Saison 2019 fielen in der Série A im Schnitt 2,29 Tore pro Spiel (Vorjahr 2,18). In den 380 Meisterschaftsspielen kamen rund 8,07 Millionen Menschen in die Stadien, was einen Durchschnitt von etwa 21.200 Zuschauern pro Spiel entsprach.

## Historisches
Die immensen geografischen Ausmaße Brasiliens waren historisch ein wesentliches Hindernis zur Abhaltung nationaler Sportwettbewerbe. Als Beispiel sei hier erwähnt, dass erst 1975 eine Straßenverbindung zwischen den rund 500 km voneinander entfernten Städten Rio de Janeiro und Santos fertiggestellt wurde. Erst erschwingliche Flugverbindungen machten routinemäßiges Reisen zu Spielen in andere Metropolen möglich. Davor gab es mehr oder weniger regelmäßig ausgetragene Turniere zwischen den stärksten Vereinen diverser Bundesstaaten, wie beispielsweise das berühmte Torneio Rio-São Paulo, das erstmals 1933 stattfand.
Schon vorher gab es allerdings überstaatliche Turniere wie die zwischen 1917 und 1919 ausgespielte Taça Ioduran und die Copa dos Campeões Estaduais, der Pokal der Staatsmeister, der 1920 und 1936 abgehalten wurde, die die jeweiligen Gewinner gerne dazu verleitete sich als quasi nationale Meister zu feiern.

### 1959: Taça Brasil
Nach dem Erfolg der Südamerikanischen Meisterschaft der Meister von 1948 und des Europapokals der Landesmeister seit 1956 wurde erstmals 1960 mit der Copa Campeones de América, seit 1965 als Copa Libertadores bekannt, auch ein regelmäßiger südamerikanischer Kontinentalwettbewerb für Fußballvereine ausgeschrieben. Teilnahmeberechtigt waren von den nationalen Verbänden nominierte Meistervereine.
Zur Ermittlung des brasilianischen Teilnehmers wurde 1959 erstmals die Taça Brasil, der Brasilienpokal, abgehalten. Erster Sieger dieses Pokalwettbewerbes wurde der EC Bahia. Bis zur letzten Ausspielung 1968 wurde der FC Santos um den Jahrhundertfußballer Pelé mit fünf Siegen Rekordgewinner der Veranstaltung. Der SE Palmeiras aus São Paulo gewann die Taça zwei Mal, Cruzeiro EC aus Belo Horizonte und Botafogo FR aus Rio jeweils einmal.
Hauptartikel: Taça Brasil

### 1967: Torneio Roberto Gomes Pedrosa
Von 1967 bis 1970 wurde als Torneio Roberto Gomes Pedrosa, ab 1968 auch nach der Trophäe Taça de Prata (Silberpokal) genannt, ein weiterer nationaler Wettbewerb ausgespielt. Die Siegermannschaften dieses aus dem Torneio Rio-São Paulo hervorgegangenen Turnieres betrachten sich als Meister von Brasilien und fanden als solches auch weite öffentliche Anerkennung, wenngleich der brasilianische Fußballverband CBF, die Confederação Brasileira de Futebol, diese Anerkennung offiziell bis 2010 nicht gewährte. Allerdings nannte die CBF-Vorgängerorganisation Confederação Brasileira de Desportos, unter deren Ägide das Turnier stattfand, selbst die Sieger Campeão do Brasil, also Meister von Brasilien.
In den ersten beiden Jahren qualifizierten sich die Sieger des gelegentlich auch Robertão (großes Roberto) genannten Wettbewerbes neben dem Gewinner der Taça Brasil für die Copa Libertadores. Nachdem die als Vorgänger des 1989 aufgenommenen Pokalwettbewerbes Copa do Brasil betrachtete Taça Brasil mit Ende der Saison 1968 eingestellt worden war, waren die beiden Erstplatzierten des Torneio Roberto Gomes Pedrosa qualifiziert. Palmeiras gewann die Taça de Prata zwei Mal, Santos und der Fluminense FC jeweils einmal.
Hauptartikel: Torneio Roberto Gomes Pedrosa

### Anerkennung als Meister
Die Sieger der Taça Brasil und des Torneio Roberto Gomes Pedrosa haben sich immer wieder vergeblich bemüht vom Verband fußballhistorisch mit den Meistern von Brasilien ab 1971 gleichgestellt zu werden, was ihnen jedoch bis 2010 versagt blieb. Diese Vereine verwiesen gerne darauf, dass sie schließlich als Meister für die Copa Libertadores gemeldet und zeitgenössisch auch allgemein als Meister von Brasilien bezeichnet wurden. Auch in diversen offiziellen Publikationen der CBD wurden sie ausdrücklich als Campeão, als Meister bezeichnet. Am 21. Dezember 2010 erfolgte schließlich in einer festlichen Zeremonie im Itanhangá Golf Club im Westen von Rio de Janeiro die langersehnte Unificação dos Títulos brasileiros, die offizielle Anerkennung durch die CBF als Meister. Verbandspräsident Ricardo Teixeira überreichte den Vertretern der Vereine, welche die Taça Brasil und die Taça de Prata gewonnen haben, offizielle Diplome, Meisterschaftsschärpen und Miniaturausgaben der aktuellen Meisterschaftstrophäe mit eingravierten Vereinsnamen und Jahr des Titelgewinnes. Den Vereinen wurden jeweils 20 Medaillen zur Weiterleitung an die beteiligten Spieler übergeben; Pelé wurden seine sechs Meisterschaftsmedaillen bereits innerhalb der Zeremonie ausgehändigt. Seit diesem Tag sind Listen der Meister von Brasilien ohne die Gewinner von Taça Brasil und Taça de Prata auch offiziell unvollständig.
Die führte auch dazu, dass Brasilien in den Jahren 1967 und 1968 jeweils zwei offizielle Meister hat; Palmeiras ist damit auch zweifacher Meister des Jahres 1967.
Im August 2023 erkannte der CBF auch noch den Gewinn der Copa dos Campeões Estaduais 1936 durch Atlético Mineiro als Meisterschaft an.

### 1971: Campeonato Nacional de Clubes
| 1959–1968  | Taça Brasil                      |
| 1967–1970  | Torneio Roberto Gomes Pedrosa    |
| 1971–1974  | Campeonato Nacional de Clubes    |
| 1975–1979  | Copa Brasil                      |
| 1980–1983  | Taça de Ouro                     |
| 1984–1986  | Copa Brasil                      |
| 1987–1988  | Copa União                       |
| 1989–1999  | Campeonato Brasileiro da Série A |
| 2000       | Copa João Havelange              |
| 2001–heute | Campeonato Brasileiro da Série A |

Erst die seit 1971 erstmals als Campeonato Nacional de Clubes abgehaltene Meisterschaft hatte seinerzeit auch offiziellen Rang als solche. Der Austragungsmodus war in jenen Jahren noch recht kompliziert, mit Gruppenspielen, Playoffs und einem Finale mit Hin- und Rückspiel als Höhepunkt. Auch gab es noch keinen geregelten Auf- und Abstieg. Die Mitgliedschaft im illustren Kreis der Vereine die die Meisterschaft ausspielten, wurde nach diversen oft wenig transparenten Kriterien festgelegt. Die großen Traditionsvereine hatten aber einen gesicherten Startplatz. Die Zahl der teilnehmenden Vereine variierte stark; waren in der ersten Saison noch 20 Klubs am Start, so waren es im dritten Jahr bereits 40.
1975 wurde der Wettbewerb in Copa Brasil umbenannt. 1979 erreichte das Teilnehmerfeld mit 94 Vereinen einen Höchststand, wenngleich bereits in der folgenden Saison wieder auf 44 Vereine abgespeckt wurde, vornehmlich weil wieder eine zweite Spielklasse eingeführt wurde, in der 64 Klubs um die Taça de Prata, den Silberpokal, und erstmals auch den Aufstieg spielten. Londrina EC und CS Alagoano aus Maceió waren hier die ersten Gewinner.
Der Erstligawettbewerb hieß ab 1981 Taça de Ouro. 44 Vereine spielten um diesen Goldpokal. Auch das Teilnehmerfeld wurde neu aufgestellt. Erfolg bei den Staatsmeisterschaften war nunmehr der Hauptgesichtspunkt für die Teilnahme an der Meisterschaft. Ab 1985 wurde als neues Kriterium vom Verband ein "historisches Ranking" eingeführt, aufgrund dessen 20 der 44 Teilnehmer bestimmt wurden. 1984 hieß der Wettbewerb schließlich wieder, für drei Spielzeiten, Copa Brasil.

### Chaos-Saison 1987
Ab 1987 wollte der Verband das Teilnehmerfeld auf 28 Klubs reduzieren. Von den somit ausgesperrten gelang es aber dem Botafogo FR und Coritiba FC, sich per Sportgerichtsbeschluss die Teilnahmeberechtigung zu erstreiten. Der Erfolg dieser beiden Vereine animierte wiederum andere Clubs, auch juristisch vorzugehen. Das Chaos war perfekt, als der Verband nun auch am Rande des Bankrottes lavierte und finanziell außerstande war, eine Meisterschaft abzuhalten.
Die dreizehn selbsternannten großen Vereine organisierten sich zum Clube dos 13, dem Verein der Dreizehn, die drei weitere Vereine einluden und unabhängig vom Verband eine Meisterschaft austrugen. Im sogenannten Grünen Modul, dem modulho verde spielten diese Clubs um die Copa União ("Unionspokal"). Auf der anderen Seite gelang es nun dem Verband auch ein Turnier abzuhalten. Hier spielten nun im Gelben Modul, dem modulho amarelho, ebenfalls 16 Klubs um die Taça Roberto Gomes Pedrosa. Mit wenigen Ausnahmen, wie dem Meisterschaftsfinalisten des Vorjahres Guarani FC, waren die Teilnehmer an der Gelben Gruppe eher dem zweiten Glied zuzuordnen.
In der Copa União besiegte im grünen Modul der CR Flamengo in den Finalspielen SC Internacional aus Porto Alegre. Im gelben Modul wurde nach einem umstrittenen Ausgang der Finalspiele Guarani vor Sport Recife zum Gewinner erklärt. Der Verband wollte nun, dass in Halbfinales um eine nationale Meisterschaft Flamengo gegen Sport und Internacional gegen Guarani antreten, was die Grünen Teams aber ablehnten. So kam es, dass Sport und Guarani sich in zwei weiteren Spielen um die nationale Meisterschaft gegenüberstanden, in welchen das Team aus Recife knapp die Oberhand behielt.
Sport war damit offizieller vom CBF anerkannter Meister von Brasilien und wurde zusammen mit Guarani vom Verband zum Libertadores Wettbewerb gemeldet. Allgemein wird allerdings Flamengo als der wahre Meister jener Saison betrachtet. Das Team aus Rio sowie Internacional wurden vom Nationalen Sportrat wegen deren Nichtantretens gegen die Gelben Teams zum Zwangsabstieg in die Zweite Liga verurteilt, was aber nicht zur Anwendung gebracht wurde.
1988 wurde die Meisterschaft unter dem Namen Copa União abgehalten, und bei den 24 Teilnehmern waren alle Clubs des Grünen Moduls des Vorjahres dabei. 1990 wurde die nun auf 20 Vereine reduzierte Meisterschaftsrunde erstmals als Série A bezeichnet. 1993 schwoll das Teilnehmerfeld kurzfristig wieder auf 32 Klubs an, verringerte sich aber schon ab der Folgesaison wieder auf 24, was für einige Jahre stabil blieb.

### Chaos zur Jahrtausendwende
Im Jahr 2000 war erneut großes Chaos angesagt. Der SE Gama aus der Bundeshauptstadt Brasilia erstritt sich vor einem ordentlichen Gericht den Widerruf des Abstieges aus der Vorsaison, welcher zustande kam, weil Botafogo und Internacional am grünen Tisch Siege gegen den FC São Paulo zugesprochen bekamen. Die FIFA sprach wegen des Gangs zu einem ordentlichen Gericht einen Bann gegen Gama aus. Nach viel Hin und Her wurde schließlich mit einem Rekordteilnehmerfeld von 114 Vereinen, inklusive SE Gama, die Copa João Havelange ausgespielt, ein im Wesentlichen vom Club der Dreizehn ausgerichtetes Turnier.
Beim Meisterschaftsfinalrückspiel im São Januário Stadion von Rio zwischen dem CR Vasco da Gama und AD São Caetano kam es in der 23. Minute nach Tumulten unter den Zuschauern aufgrund von Fluchtbewegungen zum Zusammenbruch eines Zaunes. 168 Personen wurden verletzt, drei davon schwer. Wenngleich der Präsident von Vasco und der Schiedsrichter das Spiel fortsetzen wollten, wurde dies vom Gouverneur des Bundesstaates Rio de Janeiro untersagt. Die Spieler von Vasco drehten eine Ehrenrunde, während auf dem Feld noch Verwundete verarztet wurden. Nach einem 3:1-Sieg im Wiederholungsspiel wurde Vasco Meister.

### Ab 2003 – Série A, eine Liga nach europäischem Vorbild
2001 wurde die Anzahl der Teilnehmer auf 28 reduziert und ab 2002 hieß die Liga wieder Série A. Die große Reform kam aber in der darauffolgenden Saison 2003. Die Anzahl der Teilnehmer wurde auf 24 reduziert, die nun in einem regulären Ligabetrieb ohne Playoffs mit Hin- und Rückrunde den Meister sowie alle anderen Teilnehmer an südamerikanischen Vereinswettbewerben neben dem Pokalsieger ermitteln. Auch sind Fragen wie Auf- und Abstieg nunmehr eindeutig beantwortbar. Die letzten Vier steigen in die Série B ab, die wiederum nach dem Muster der Série A die vier Aufsteiger ermittelt. 2005 wurde die Série A auf 22 und im Jahr darauf auf die heutige Zahl von 20 Vereinen abgespeckt. Bis zum Ende des Jahrzehntes wurde der Unterbau um die Série C und die Série D erweitert.
Im Mai 2023 wurde bekannt, dass es im Zuge der Austragung der Spiele um die Meisterschaften in der Série A 2022 und der Série B 2022 zu Manipulationen der Spiele gekommen sein soll. Der CBF hatte von sich aus das Justizministerium eingeschaltet und kündigte harte Strafen gegen schuldige Personen an.

## Modus

### Série A
Die erste Liga besteht aus 20 Mannschaften, die sich über das Vorjahresergebnis in dieser Liga oder über die zweite Liga qualifiziert haben. Sie spielen in Hin- und Rückspielen jeder gegen jeden (Doppelrundenturnier) den Brasilianischen Meister und die Qualifikation zu den Turnieren Copa Libertadores und Copa Sudamericana aus. Die letzten vier Mannschaften steigen nach der Saison in die Série B ab.
Seit der Saison 2019 kommt der Videoassistent bei Spielen der Série A zum Einsatz.

### Série B
Die zweite Liga wird im Wesentlichen wie die erste ausgespielt. Sie besteht ebenfalls aus 20 Mannschaften. Die ersten vier Mannschaften steigen nach der Saison in die Série A auf, die letzten vier steigen in die Série C ab.

### Série C
In der dritten Liga werden die 20 teilnehmenden Mannschaften für die erste Runde nach geografischen Gesichtspunkten (Nord/Süd) in zwei Gruppen mit je 10 Mannschaften aufgeteilt. Die besten vier Mannschaften jeder Gruppe qualifizieren sich für die Finalrunde, die im K.-o.-System ausgespielt werden. Alle Halbfinalteilnehmer sind für die Série B der folgenden Saison qualifiziert.

### Série D
Die Serie D, die nach europäischen Maßstäben ein Qualifikationsturnier zur Serie C ist, wurde auf Druck der kleinen Verbände 2016 auf 64 Teilnehmer aufgestockt. Je Bundesstaatsverband qualifizieren abhängig von der CBF-Rangliste 2–4 Teams über die Ergebnisse in den Staatsmeisterschaften und -Pokalen des Vorjahres sowie die Absteiger aus der Série C des Vorjahres.
Die Teilnehmer spielen in 4er Gruppen um die 32 Plätze für die Finalrunde, die im K.-o.-System ausgespielt wird. Die vier Halbfinalteilnehmer steigen in die Série C auf. Die Einteilung der Gruppen sowie der ersten beiden K.-o.-Runden erfolgt nach geographischen Gesichtspunkten, sodass es oft vorkommt, dass die beiden Erstplatzierten einer Gruppe bereits in der ersten K.-o.-Runde wieder aufeinander treffen.

## Nationale Auszeichnungen
Der brasilianische Fußball kennt auch Auszeichnungen. Wie in den meisten anderen Verbänden wird der Torschützenkönig einer Saison geehrt. Hinzu kommen Auszeichnungen von offizieller und inoffizieller Seite. Dieses sind:

### Prêmio Craque do Brasileirão
Der Prêmio Craque do Brasileirão (deutsch in etwa Preis für die Asse der brasilianischen Meisterschaft) ist eine Veranstaltung die seit 2005 in Partnerschaft zwischen dem Brasilianischen Fußballverband und dem Fernsehsender Rede Globo bei der alljährlich an herausragende Persönlichkeiten des brasilianischen Fußballs Preise vergeben werden. Der begehrteste individuelle Preis ist der des besten Spielers. Die Auszeichnung hier ist vergleichbar mit der eines Fußballers des Jahres, steht aber als solches in Konkurrenz zur seit 1973 von der Fachzeitschrift Placar vergebenen Bola de Ouro.

### Prêmio Arthur Friedenreich
Der Preis bezieht sich auf den ehemaligen Nationalspieler Arthur Friedenreich und geht an den Spieler der die meisten Tore in allen Wettbewerben – also nationale Meisterschaft, Pokal und Staatsmeisterschaft – erzielt hat. Der Preis wird vom Fernsehsender Rede Globo seit 2008 vergeben.

### Troféu Armando Nogueira
War ebenfalls eine von Rede Globo von 2010 bis 2015 vergebene Auszeichnung für den besten Spieler der Saison.

### Bola de Ouro/Bola de Prata
Der Bola de Ouro (deutsch: Goldener Ball) ist eine brasilianische Fußball-Auszeichnung, die seit 1973 jedes Jahr von dem Magazin Placar an den besten Spieler des Campeonato Brasileiro vergeben wird. Der Preis ist vergleichbar mit dem eines Fußballers des Jahres in anderen Ländern. An die bestbenoteten Spieler auf jeder einzelnen Spielposition wird die Bola de Prata (Silberner Ball) vergeben.

### Prêmio Belfort Duarte
Dieser Preis war ein Preis für faire Spielweise. Die Gewinner der Prämie mussten mindestens 200 Spiele oder 10 Jahre am Stück gespielt haben, ohne eine rote Karte erhalten zu haben. Nach einem Zwischenfall mit dem Spieler Everaldo wurde der Preis noch an Spieler vergeben, die ihre Laufbahn beendet hatten. Everaldo erhielt drei Monate nach seiner Ehrung eine rote Karte. 2008 versuchte der Fernsehsender Rede Globo die Auszeichnung wiederzubeleben, stellte es aber bereits 2009 wieder ein.

### Prêmio O Cara da Rodada
Eine Auszeichnung der Zeitschrift Lance!, die für den besten Spieler des Spieltages vergeben wird.

## Statistische Übersicht
| Copa dos Campeões Estaduais - 1936: Atlético Mineiro (Belo Horizonte, MG) Taça Brasil - 1959: EC Bahia (Salvador, BA) - 1960: SE Palmeiras (São Paulo) - 1961: FC Santos - 1962: FC Santos - 1963: FC Santos - 1964: FC Santos - 1965: FC Santos - 1966: Cruzeiro EC (Belo Horizonte, MG) - 1967: SE Palmeiras (São Paulo) - 1968: Botafogo FR (Rio de Janeiro) Torneio Roberto Gomes Pedrosa - 1967 SE Palmeiras (São Paulo) - 1968 FC Santos - 1969 SE Palmeiras (São Paulo) - 1970 Fluminense FC (Rio de Janeiro) Campeonato Brasileiro de Futebol - 1971 Atlético Mineiro (Belo Horizonte, MG) - 1972 SE Palmeiras (São Paulo) - 1973 SE Palmeiras (São Paulo) - 1974 CR Vasco da Gama (Rio de Janeiro) - 1975 SC Internacional (Porto Alegre, RS) - 1976 SC Internacional (Porto Alegre, RS) - 1977 FC São Paulo (São Paulo) - 1978 Guarani FC (Campinas, Sao Paulo) - 1979 SC Internacional (Porto Alegre, RS) - 1980 CR Flamengo (Rio de Janeiro) - 1981 Grêmio FBPA (Porto Alegre, RS) - 1982 CR Flamengo (Rio de Janeiro) - 1983 CR Flamengo (Rio de Janeiro) - 1984 Fluminense FC (Rio de Janeiro) - 1985 Coritiba FC (Curitiba, PR) - 1986 FC São Paulo (São Paulo) - 1987 Sport Recife (Recife, PE) - 1988 EC Bahia (Salvador, BA) - 1989 CR Vasco da Gama (Rio de Janeiro) - 1990 SC Corinthians (São Paulo) - 1991 FC São Paulo (São Paulo) - 1992 CR Flamengo (Rio de Janeiro) - 1993 SE Palmeiras (São Paulo) - 1994 SE Palmeiras (São Paulo) - 1995 Botafogo FR (Rio de Janeiro) - 1996 Grêmio FBPA (Porto Alegre, RS) - 1997 CR Vasco da Gama (Rio de Janeiro) - 1998 SC Corinthians (São Paulo) - 1999 SC Corinthians (São Paulo) - 2000 CR Vasco da Gama (Rio de Janeiro) - 2001 Athletico Paranaense (Curitiba) - 2002 FC Santos - 2003 Cruzeiro EC (Belo Horizonte, MG) - 2004 FC Santos - 2005 SC Corinthians (São Paulo) - 2006 FC São Paulo (São Paulo) - 2007 FC São Paulo (São Paulo) - 2008 FC São Paulo (São Paulo) - 2009 CR Flamengo (Rio de Janeiro) - 2010 Fluminense FC (Rio de Janeiro) - 2011 SC Corinthians (São Paulo) - 2012 Fluminense FC (Rio de Janeiro) - 2013 Cruzeiro EC (Belo Horizonte, MG) - 2014 Cruzeiro EC (Belo Horizonte, MG) - 2015 SC Corinthians - 2016 SE Palmeiras (São Paulo) - 2017 SC Corinthians - 2018 SE Palmeiras (São Paulo) - 2019 CR Flamengo (Rio de Janeiro) - 2020 CR Flamengo (Rio de Janeiro) - 2021 Atlético Mineiro (Belo Horizonte, MG) - 2022 SE Palmeiras (São Paulo) - 2023 SE Palmeiras (São Paulo) - 2024 Botafogo FR (Rio de Janeiro) | - 12 – SE Palmeiras – 1960, Robertão 1967, Taça Brasil 1967*, 1969, 1972, 1973, 1993, 1994, 2016, 2018, 2022, 2023 - 8 – FC Santos – 1961, 1962, 1963, 1964, 1965, 1968, 2002, 2004 - 7 – SC Corinthians – 1990, 1998, 1999, 2005, 2011, 2015, 2017 - 7 – CR Flamengo – 1980, 1982, 1983, 1992, 2009, 2019, 2020 - 6 – FC São Paulo – 1977, 1986, 1991, 2006, 2007, 2008 - 4 – CR Vasco da Gama – 1974, 1989, 1997, 2000 - 4 – Fluminense FC – 1970, 1984, 2010, 2012 - 4 – Cruzeiro EC (Belo Horizonte) – 1966, 2003, 2013, 2014 - 3 – Atlético Mineiro – 1936, 1971, 2021 - 3 – SC Internacional – 1975, 1976, 1979 - 3 – Botafogo FR – 1968, 1995, 2024 - 2 – Grêmio FBPA – 1981, 1996 - 2 – EC Bahia – 1959, 1988 - 1 – Athletico Paranaense – 2001 - 1 – Sport Recife – 1987 - 1 – Coritiba FC – 1985 - 1 – Guarani FC – 1978 *(Palmeiras gewann 1967 zwei Meisterschaften) - 34 São Paulo - 18 Rio de Janeiro - 07 Minas Gerais - 05 Rio Grande do Sul - 02 Bahia - 02 Paraná - 01 Pernambuco Nur der CR Flamengo (Rio de Janeiro) nahm an allen Meisterschaftsturnieren seit 1971 teil. |

## Zuschauerzahlen
In der regulären Saison 2022 betrug die durchschnittliche Zuschauerzahl je nach Angaben zwischen 18.821 und 19.959 Personen pro Spiel, womit die Brasileirão zu den zuschauerstärksten Fußballligen der Welt gehört. Den höchsten durchschnittlichen Zuschauerschnitt wiesen CR Flamengo (50.965 bzw. 47.139) und der FC São Paulo (34.268 bzw. 34.320) auf.
| Saison | Schnitt         | Spiele | Gesamt                |
| ------ | --------------- | ------ | --------------------- |
| 2003   | 11.414          | 542    | 6.186.166             |
| 2004   | 8.467           | 552    | 4.673.977             |
| 2005   | 13.245          | 462    | 6.119.372             |
| 2006   | 12.196          | 380    | 4.634.439             |
| 2009   | 18.093          | 380    | 6.875.151             |
| 2010   | 14.693          | 380    | 5.583.469             |
| 2011   | 15.119          | 380    | 5.745.332             |
| 2012   | 13.465          | 380    | 5.116.692             |
| 2013   | 15.893          | 380    | 6.039.515             |
| 2014   | 16.932          | 380    | 6.400.109             |
| 2015   | 17.160          | 380    | 6.520.677             |
| 2016   | 15.809          | 380    | 5.975.926             |
| 2017   | 16.418          | 380    | 6.238.797             |
| 2018   | 19.959 / 18.821 | 380    | 7.584.444 / 7.151.980 |
| 2019   | 22.464          | 380    | 8.536.295             |
| 2020 1 |                 |        |                       |
| 2021 2 | 6.605           | 380    | 2.503.298             |
| 2022   | 21.522          | 380    | 8.178.222             |

## Trainerwechsel
Im brasilianischen Fußball kommt es häufig zu Trainerwechseln. So durchaus auch mehrmals in einer Saison. In der Série A 2003 wurde der Meister erstmals vollständig durch Hin- und Rückspiel aller Teilnehmer ermittelt. Eine Auswertung bei 30 führenden Klubs aus dem Oktober 2023 ergab, dass seitdem ein Fußballtrainer einen Klub durchschnittlich 5,8 Monate betreute. Dabei fielen die meisten Entlassungen in die Endzeiten der Meisterschaften der Bundesstaaten oder der nationalen Meisterschaft.
Der Ceará SC wurde als Klub mit den meisten Entlassungen ermittelt. Dieser setzte 44 verschiedene Trainer ein, welche bei 61 Mal berufen wurden. Die wenigsten Entlassungen verzeichnete die SE Palmeiras mit 21 Trainern und 25 Berufungen.
Bei den Trainern hatte Marcelo Veiga bei Red Bull Bragantino auch die längste Zeit. Er betreute den Klub 4 Jahre, 11 Monate und 15 Tage vom 27. August bis 9. August 2012. Die kürzeste Zeit hatte Alexi Stival in der Série A 2023. Er kam beim SC Corinthians auf sieben Tage, vom 20. bis 26. April 2023. Ademir Fonseca war mit sechs Tagen war noch kürzer, verließ den Fortaleza EC aber ohne diesen in einem Spiel betreut zu haben.